# Winslow (Maine)
Winslow ist eine Town im Kennebec County des Bundesstaates Maine in den Vereinigten Staaten. Im Jahr 2020 lebten dort 7948 Einwohner in 3848 Haushalten auf einer Fläche von 100,15 km².

## Geografie
Nach dem United States Census Bureau hat Winslow eine Gesamtfläche von 100,15 km², von denen 95,36 km² Land sind und 4,79 km² aus Gewässern bestehen.

### Geografische Lage
Winslow liegt im Norden des Kennebec Countys. Im Westen wird die Town vom Kennebec River begrenzt. Der größte See auf dem Gebiet der Town ist der zentral gelegene Pattee Pond. Die Oberfläche ist leicht hügelig, ohne nennenswerte Erhebungen.

### Nachbargemeinden
Alle Entfernungen sind als Luftlinien zwischen den offiziellen Koordinaten der Orte aus der Volkszählung 2010 angegeben.
- Norden: Benton, 7,1 km
- Osten: Albion, 14,7 km
- Südosten: China, 6,3 km
- Süden: Vassalboroa, 8,9 km
- Südwesten: Sidney, 20,1 km
- Westen: Waterville, 9,4 km

### Stadtgliederung
In Winslow gibt es mehrere Siedlungsgebiete: East Winslow, Hayden Corner, Lambs Corner (Lamb’s Corner), Paines Corner und Winslow.

### Klima
Die mittlere Durchschnittstemperatur in Winslow liegt zwischen −7,2 °C (19 °Fahrenheit) im Januar und 20,6 °C (69 °Fahrenheit) im Juli. Damit ist der Ort gegenüber dem langjährigen Mittel der USA um etwa 6 Grad kühler. Die Schneefälle zwischen Oktober und Mai liegen mit bis zu zweieinhalb Metern mehr als doppelt so hoch wie die mittlere Schneehöhe in den USA; die tägliche Sonnenscheindauer liegt am unteren Rand des Wertespektrums der USA.

## Geschichte
Fort Halifax wurde als erste Befestigung im Jahr 1754 auf Anweisung von Gouverneur William Shirley am Zusammenfluss des  Sebasticook mit dem Kennebec River als Außenposten erbaut. Die Besiedlung startete langsam, zunächst in der Nähe des Forts. Das Gebiet gehörte zum Kennebec Purchase von Gouverneur Bradfords Plymouth Plantation in Massachusetts. Die Town wurde eigenständig am 26. April 1771 organisiert. Sie wurde benannt nach General John Winslow, der das Kommando über Fort Halifax hatte. Zuvor wurde das Gebiet Ticonic genannt.
An Waterville wurde 1802 Land abgegeben und an Fairfax im Jahr 1810. Im Jahr 1813 wurde Land an Harlem abgegeben, welches später China zugesprochen wurde.

### Einwohnerentwicklung
| Volkszählungsergebnisse – Town of Winslow, Maine | Volkszählungsergebnisse – Town of Winslow, Maine | Volkszählungsergebnisse – Town of Winslow, Maine | Volkszählungsergebnisse – Town of Winslow, Maine | Volkszählungsergebnisse – Town of Winslow, Maine | Volkszählungsergebnisse – Town of Winslow, Maine | Volkszählungsergebnisse – Town of Winslow, Maine | Volkszählungsergebnisse – Town of Winslow, Maine | Volkszählungsergebnisse – Town of Winslow, Maine | Volkszählungsergebnisse – Town of Winslow, Maine | Volkszählungsergebnisse – Town of Winslow, Maine |
| Jahr                                             | 1700                                             | 1710                                             | 1720                                             | 1730                                             | 1740                                             | 1750                                             | 1760                                             | 1770                                             | 1780                                             | 1790                                             |
| ------------------------------------------------ | ------------------------------------------------ | ------------------------------------------------ | ------------------------------------------------ | ------------------------------------------------ | ------------------------------------------------ | ------------------------------------------------ | ------------------------------------------------ | ------------------------------------------------ | ------------------------------------------------ | ------------------------------------------------ |
| Einwohner                                        |                                                  |                                                  |                                                  |                                                  |                                                  |                                                  |                                                  |                                                  |                                                  | 797                                              |
| Jahr                                             | 1800                                             | 1810                                             | 1820                                             | 1830                                             | 1840                                             | 1850                                             | 1860                                             | 1870                                             | 1880                                             | 1890                                             |
| Einwohner                                        | 1250                                             | 658                                              | 935                                              | 1263                                             | 1722                                             | 1796                                             | 1739                                             | 1437                                             | 1467                                             | 1814                                             |
| Jahr                                             | 1900                                             | 1910                                             | 1920                                             | 1930                                             | 1940                                             | 1950                                             | 1960                                             | 1970                                             | 1980                                             | 1990                                             |
| Einwohner                                        | 2277                                             | 2709                                             | 3280                                             | 3917                                             | 4153                                             | 4413                                             | 5891                                             | 7299                                             | 8057                                             | 7997                                             |
| Jahr                                             | 2000                                             | 2010                                             | 2020                                             | 2030                                             | 2040                                             | 2050                                             | 2060                                             | 2070                                             | 2080                                             | 2090                                             |
| Einwohner                                        | 7743                                             | 7794                                             | 7948                                             |                                                  |                                                  |                                                  |                                                  |                                                  |                                                  |                                                  |

## Kultur und Sehenswürdigkeiten

### Bauwerke
In Winslow wurden mehrere Objekte unter Denkmalschutz gestellt und ins National Register of Historic Places aufgenommen.
- Das Brick School 1977 unter der Register-Nr. 77000068[9]
- Die Fort Halifax 1968 unter der Register-Nr. 68000015[10]
- Die Maine Archeological Survey Site 53.36 1990 unter der Register-Nr. 90001901[11]
- Das Jonas R. Shurtleff House 1974 unter der Register-Nr. 74000173[12]

## Wirtschaft und Infrastruktur

### Verkehr
Der U.S. Highway 201 verläuft in nordsüdlicher Richtung parallel zum Kennebec River durch die Town. Die Maine State Route 100, Maine State Route 137 und Maine State Route 32 treffen aus nördlicher, östlicher und südlicher Richtung im Village von Winslow zusammen.
Winslow liegt an der Bahnstrecke Weeks Mills–Winslow und der Bahnstrecke Brunswick–Skowhegan.

### Öffentliche Einrichtungen
Es gibt keine medizinischen Einrichtungen oder Krankenhäuser in Winslow. Die nächstgelegenen befinden sich in Waterville.
In Winslow befindet sich die Winslow Public Library in der Halifax Street.

### Bildung
Winslow hat sich mit Waterville und Vassalboro zum AOS92, der Kennebec Valley Consolidated Schools, zusammengeschlossen. Im Schulbezirk werden folgende Schulen angeboten:
- George J. Mitchell School, in Waterville, mit Klassen vom Kindergarten bis zum 3. Schuljahr
- Albert S. Hall School, in Waterville, mit Klassen vom 4. bis zum 5. Schuljahr
- Junior High School, in Waterville, mit Klassen vom 6. bis zum 8. Schuljahr
- Senior High School, in Waterville, mit Klassen vom 8. bis zum 12. Schuljahr
- Vassalboro Community School, in Vassalboro, mit den Klassen von Kindergarten bis zum 8. Schuljahr

## Persönlichkeiten

### Söhne und Töchter der Stadt
- Josiah Hayden Drummond (1827–1902), Politiker und Maine Attorney General
- Charles Fletcher Johnson (1859–1930), Jurist und Politiker

### Persönlichkeiten, die vor Ort gewirkt haben
- Joshua Cushman (1761–1834), Pastor und Politiker
- Thomas Rice (1768–1854), Politiker